# 三宅和助
三宅 和助（みやけ わすけ、1930年9月27日 - 2004年1月24日）は、日本の元外交官、外交評論家。北海道夕張郡由仁町出身。外務省外務報道官、中近東アフリカ局長、駐シンガポール特命全権大使、中央大学総合政策学部教授等を歴任。

## 来歴・人物
北海道札幌南高等学校、東京大学法学部卒業。1954年外務省入省。1973年、アジア局南東アジア一課長時代、ベトナム戦争では南ベトナム崩壊前から、ベトナム民主共和国（北ベトナム）政府幹部と接触、同年9月の国交正常化に尽力したことでその名が知れ渡った。
のち、アジア局次長などを経て、1983年情報文化局長、1984年 初代外務報道官着任。1985年 中近東アフリカ局長時代には、飢餓によるアフリカ支援のため、外務省、アフリカ協会、立正佼成会、難民を助ける会と共同して「毛布千枚運動」を展開した。駐シンガポール大使にて退官後は、1989年12月 中東調査会理事長就任、中央大学総合政策学部教授など歴任した。晩年は、病気療養中に先物取引業者に騙され、家・財産を獲られたことが週刊誌上でとり上げられた。外交評論家としての著書もある。
妻は労働大臣や自民党幹事長代理などを歴任した石田博英の長女。娘は元衆議院議員の三宅雪子、義弟（妻の妹の夫）は人吉市長を務めた福永浩介（自民党運輸族の福永一臣の長男）。

## 人脈
福田家との関係
三宅が北ベトナム政府と接触を図ろうとしたとき、当時の外務省は北ベトナムとの接触に消極的な意見が大勢を占めていた。さらに、田中政権中枢からも疑問の声が挙がり、三宅は省内で孤立し窮地に立たされることになる。このとき、田中政権の実力者だった福田赳夫が三宅を庇い、思うとおりにやってみろと激励した。三宅は「福田家には足を向けて寝られない」と語り、生涯にわたって福田赳夫からの恩顧を忘れなかった。しかし、2000年代に入ると、福田赳夫の長男である福田康夫と、三宅の娘である三宅雪子が、群馬県第4区にて議席を争うことになる。

## 同期
外務省入省同期には、栗山尚一（駐米大使、外務次官）、中平立（駐加大使）、宇川秀幸（駐ブラジル大使）、平岡千之（作家三島由紀夫の実弟）、村角泰（儀典長）、益田寛（駐リベリア大使）、後藤利雄（駐韓大使、アジア局長）など。

## 著書
- 『外交に勝利はない だれも知らない日本外交裏のうら』扶桑社（1990年） ISBN 978-4594006419
- 『アセアンとベトナム 東南アジア発展の鍵』サイマル出版会（1993年） ISBN 978-4377309867
- 『アンコール・ワツトの黄昏』青蛾書房（1994年） ISBN 978-4790601418